# Larisa Michailtjenko
Larisa Michailtjenko (ukrainska: Лариса Михальченко), född den 16 maj 1963 i Lvov i Ukrainska SSR, Sovjetunionen, är en ukrainsk före detta friidrottare som tävlade i diskuskastning för Sovjetunionen.
Michailtjenkos främsta merit är hennes bronsmedalj vid VM 1991 i Tokyo. Hon deltog vid VM 1987 i Rom där hon slutade på en sjunde plats. Vid Olympiska sommarspelen 1988 i Seoul blev hon tia.

## Personliga rekord
- Diskuskastning - 70,80 meter